# 新特里尼達
新特里尼達（西班牙語：Nueva Trinidad）是薩爾瓦多的城鎮，位於該國西北部，由查拉特南戈省負責管轄，面積46.33平方公里，海拔高度385米，2007年人口1,673，人口密度每平方公里36.11人。
14°04′N 88°48′W / 14.067°N 88.800°W